# Thieffrain
Thieffrain è un comune francese di 160 abitanti situato nel dipartimento dell'Aube nella regione del Grand Est.

## Società

### Evoluzione demografica
Abitanti censiti